# ATC kod N02
ATC kod N02 Analgetici su terapeutska podgrupa sistema za anatomsko terapeutsko hemijsku klasifikaciju. Ovaj sistem alfanumeričkih kodova je razvio  za klasifikaciju lekova i drugih medicinskih proizvoda.  Podgrupa N02 je deo anatomske grupe N Nervni sistem.

Kodovi za veterinarsku upotrebu (ATCvet kodovi) se mogu formirati stavljanjem slova Q ispred humanih ATC kodova: QN02... ATCvet kodovi bez odgovarajućeg humanog ATC koda su navedeni sa vodećim Q na sledećoj listi.
Nacionalna izdanja ATC klasifikacije mogu da obuhvataju dodatne kodove koji nisu prisutni na ovoj listi.

## Opioidi

###N02AA Prirodni opijumski alkaloidi
Morfin
 Opijum
 Hidromorfon
 Nikomorfin
 Oksikodon
 Dihidrokodein
 Diamorfin
 Papaveretum
 Morfin, kombinacije
 Oksikodon, kombinacije
 Dihidrokodein, kombinacije
 Kodein, kombinacije bez psiholeptika
 Kodein, kombinacije sa psiholepticima

### Derivatifenilpiperidina
Ketobemidon
 Petidin
 Fentanil
 Petidin, kombinacije bez psiholeptika
 Fentanil, kombinacije bez psiholeptika
 Petidin, kombinacije sa psiholepticima
 Petidin, smeša
 Fentanil, kombinacije sa psiholepticima

### N02AC Derivatidifenilpropilamina
Dekstromoramid
 Piritramid
 Dekstropropoksifen
 Bezitramid
 Metadon, kombinacije bez psiholeptika
 Dekstropropoksifen, kombinacije bez psiholeptika
 Dekstropropoksifen, kombinacije sa psiholepticima

### Derivatibenzomorfana
Pentazocin
 Fenazocin

### Derivatioripavina
Buprenorfin
 Etorfin
 Oripavinski derivati, kombinacije

### Derivatimorfinana
Butorfanol
 Nalbufin

### Opioidi u kombinaciji saantispazmodicima
Morfin i antispazmodici
 Ketobemidon i antispazmodici
 Petidin i antispazmodici
 Hidromorfon i antispazmodici

###N02AX Drugi opioidi
Tilidin
 Tramadol
 Dezocin
 Meptazinol
 Tapentadol
 Tramadol, kombinacije

## Drugi analgetici iantipiretici

### Salicilna kiselinai derivati
Acetilsalicilna kiselina
 Aloksiprin
 Holin salicilat
 Natrijum salicilat
 Salicilamid
 Salsalat
 Etenzamid
 Morfolin salicilat
 Dipirocetil
 Benorilat
 Diflunisal
 Kalijum salicilat
 Guacetisal
 Karbasalat kalcijum
 Imidazol salicilat
 Acetilsalicilna kiselina, kombinacije bez psiholeptika
 Salicilamid, kombinacije bez psiholeptika
 Etenzamid, kombinacije bez psiholeptika
 Dipirocetil, kombinacije bez psiholeptika
 Karbasalat kalcijum kombinacije bez psiholeptika
 Acetilsalicilna kiselina, kombinacije sa psiholepticima
 Salicilamid, kombinacije sa psiholepticima
 Etenzamid, kombinacije sa psiholepticima
 Dipirocetil, kombinacije sa psiholepticima

###N02BB Pirazoloni
Fenazon
 Metamizol
 Aminofenazon
 Propifenazon
 Nifenazon
 fenazon, kombinacije bez psiholeptika
 Metamizol natrijum, kombinacije bez psiholeptika
 Aminofenazon, kombinacije bez psiholeptika
 Propifenazon, kombinacije bez psiholeptika
 Fenazon, kombinacije sa psiholepticima
 Metamizol natrijum, kombinacije sa psiholepticima
 Aminofenazon, kombinacije sa psiholepticima
 Propifenazon, kombinacije sa psiholepticima

###N02BE Anilidi
Paracetamol
 Fenacetin
 Bucetin
 Propacetamol
 Paracetamol, kombinacije bez psiholeptika
 Fenacetin, kombinacije bez psiholeptika
 Bucetin, kombinacije bez psiholeptika
 Paracetamol, kombinacije sa psiholepticima
 Fenacetin, kombinacije sa psiholepticima
 Bucetin, kombinacije sa psiholepticima

### Drugi analgetici i antipiretici
Rimazolijum
 Glafenine
 Floktafenin
 Viminol
 Nefopam
 Flupirtin
 Zikonotid
 Mentol
 Nabiksimoli

##N02C Antimigrenskipreparati

###N02CA Ergot alkaloidi
Dihidroergotamin
 Ergotamin
 Metisergid
 Lisurid
 Dihidroergotamin, kombinacije
 Ergotamin, kombinacije bez psiholeptika
 Ergotamin, kombinacije sa psiholepticima

###N02CB Kortikosteroidniderivati
Flumedrokson

###N02CC Selektivni serotonin (5-HT1) agonisti
Sumatriptan
 Naratriptan
 Zolmitriptan
 Rizatriptan
 Almotriptan
 Eletriptan
 Frovatriptan

### Drugi antimigrenski preparati
Pizotifen
 Klonidin
 Iprazohrom
 Dimetotiazin
 Oksetoron